# Jean-Paul Manganaro
Jean-Paul Manganaro, né à Bordeaux en 1944, est un essayiste, romancier et traducteur français, professeur émérite de littérature italienne contemporaine à l'université de Lille III.

## Biographie
Jean-Paul Manganaro, professeur de littérature italienne d'ascendance familiale sicilienne, a été le traducteur d'un très grand nombre d'écrivains italiens contemporains avec plus de 175 romans traduits en français ; il a été de plus l'éditeur en français des œuvres de Carmelo Bene.

## Œuvres
- Le Baroque et l'Ingénieur – Essai sur l’écriture de C.E. Gadda, essai, éditions du Seuil, 1994
- Italo Calvino : romancier et conteur, essai, Le Seuil, 2000
- François Tanguy et le Radeau, articles et études, P.O.L, 2008  (ISBN 978-2-84682-262-6)
- Federico Fellini – romance, essai, P.O.L, 2009  (ISBN 978-2-84682-311-1)
- Confusion de genres, articles et études, P.O.L, 2011  (ISBN 978-2-8180-1426-4)
- Cul in air, P.O.L., 2014  (ISBN 978-2-8180-1720-3)
- Liz T. – autobiographie, P.O.L., 2015  (ISBN 978-2-8180-1723-4)

## Traductions
- Giuseppe Tomasi di Lampedusa (trad. de l'italien), Le Guépard, Paris, éditions du Seuil, coll. « Points Grands Romans », 2007, 359 p. (ISBN 978-2-7578-0643-2) – nouvelle édition et postface de Gioacchino Lanza Tomasi.
- Carlo Emilio Gadda, L'Affreuse embrouille de via Merulana, Points Signatures no 4898, éditions du Seuil, 2018  (ISBN 978-2-7578-7187-4) – nouvelle édition et préface du traducteur